# Harald Aschemann
Harald Aschemann (* 27. Juni 1966 in Hildesheim) ist ein deutscher Ingenieur.

## Leben
Harald Aschemann besuchte von 1976 bis 1985 das Gymnasium Josephinum Hildesheim. Anschließend wurde er bis 1987 bei der Hildesheimer Gebrüder Jämmrich KG zum Werkzeugmacher ausgebildet. Nachdem er 1987/1988 seinen Grundwehrdienst geleistet hatte, studierte er an der Universität Hannover den Diplomstudiengang Maschinenbau. Diesen schloss er 1994 ab und erhielt den Grad eines Diplom-Ingenieurs. Im Folgenden war er 1995/1996 Entwicklungsingenieur bei der Schuler Pressen GmbH & Co. in Göppingen.
1996 ging Aschemann an die Universität Ulm, er wurde dort wissenschaftlicher Mitarbeiter der Abteilung Mess-, Regel- und Mikrotechnik. Nach der Promotion im Jahre 2001 zum Doktor der Ingenieurwissenschaften war er als Akademischer Rat und Dozent an der Universität tätig. 2001 erhielt er von der Universität den Kooperationspreis Wissenschaft-Wirtschaft für Arbeiten zur aktiven Schwingungsdämpfung von Feuerwehrdrehleitern. Ferner verlieh ihm die Gesellschaft der Ulmer Universität 2002 den Promotionspreis der Fakultät für Ingenieurwissenschaften.
Aschemann wurde 2004 auf den Mechatronik-Lehrstuhl der Universität Rostock berufen. 

## Werke
- Optimale Trajektorienplanung sowie modellgestützte Steuerung und Regelung für einen Brückenkran (2002)